# 乙劍社 (南砺市小原)
乙劍社（おとつるぎしゃ）は、富山県南砺市小原地区にある神社。
乙劍社の御神体は、市の指定文化財とされている。

## 概要
富山県西南部、南砺市の旧上平村小原集落に鎮座する。
乙劍社の起源は明らかでないが、正徳2年（1712年）作成の『五ヶ山村々神号之覚』から記録があり、「不動堂 北野村山伏海乗寺持分」と記されている。また、「万延元中年（1860年）四月吉祥日」と記された札がある。
現社殿は弘化3年（1846年）6月15日に再興されたもので、棟札によると氷見大窪の大工藤兵衛の手によるものであった。
昭和16年（1941年）9月に紀元二千六百年記念行事として拝殿・本殿の造営が企画され、昭和18年（1973年）に完成している。昭和29年（1984年）にも修理がされている。
春季祭礼は4月28日にあり、秋季祭礼は9月28日にある。

## 乙劍社の御神体
乙劍社のご神体は不動明王で、高さ56cmのネヅ材で、室町時代の地方作とされる。
昭和48年（1973年）9月20日に上平村の文化財に指定され、現在は南砺市に引き継がれている。